# 1951年大韩民国副总统选举
1951年5月16日，韩国举行第2届大韩民国副总统选举，以填补李始荣于5月9日辞职后的空缺。是次补选由国会议员选举产生副总统。210名国会议员中，有152人参与投票。候选人只需获得简单多数即可当选。選舉結果，民主國民黨金性洙以78票当选韩国副總統。

## 背景
因国民防卫军事件等问题对李承晚政府不满的副总统李始荣于1951年5月9日向国会提交辞呈。由于宪法和相关法律均未对总统和副总统的辞职作出规定，国会副议长张泽相就副总统的辞职事宜咨询了法律专家。最终，国会听取了专家们的建议，认为“总统和副总统均由国会选举产生，因此中期辞职应获得作为其权力基础的国会批准”，并就是否接受辞职进行了表决。
5月10日，经过激烈辩论，国会通过了一项议案，要求传唤总统李承晚，听取其意见，并最终决定是否接受副总统的辞职。出席会议的131名议员中，有111人投了赞成票。当天，国会各党领导人都去拜访李承晚总统，但李承晚拒绝发表意见或出席国会，称他无法干涉副总统的个人选择。然而，在场人士表示，李承晚暗示副总统最好下台，而不是继续掌权制造麻烦。
11日，议员们以131名议员中的115人赞成的结果否决了辞职请求，并表示“政府内部有人呼吁改革是好事”。
5月13日，副总统李始荣再次提交辞呈，国会14日以出席议员128人中77人赞成、10人反对、其余弃权的表决结果接受了副总统李始荣的辞呈，并以出席议员130人中85人赞成的结果，决定于16日举行补选。

## 选举結果
- 投票日：1951年5月16日
- 由于没有候选人获得三分之二票数（101票），最终由在第三轮赢得最多选票的金性洙当选副总统。

| 当落 | 参选人 | 党派       | 得票数 | 得票率 (％) |
| ---- | ------ | ---------- | ------ | ----------- |
|      | 金性洙 | 民主國民黨 | 66     | 43.71       |
|      | 李甲成 | 无党籍     | 53     | 35.1        |
|      | 咸台永 | 无党籍     | 17     | 11.26       |
|      | 张泽相 | 无党籍     | 11     | 7.28        |
|      | 池青天 | 民主國民黨 | 2      | 1.32        |
|      | 金昌淑 | 无党籍     | 1      | 0.66        |

| 当落 | 参选人 | 党派       | 得票数 | 得票率 (％) |
| ---- | ------ | ---------- | ------ | ----------- |
|      | 金性洙 | 民主國民黨 | 68     | 45.03       |
|      | 李甲成 | 无党籍     | 65     | 43.05       |
|      | 咸台永 | 无党籍     | 10     | 6.62        |
|      | 张泽相 | 无党籍     | 5      | 3.31        |
|      | 池青天 | 民主國民黨 | 2      | 1.32        |
|      | 金昌淑 | 无党籍     | 1      | 0.66        |

| 当落 | 参选人 | 党派       | 得票数 | 得票率 (％) |
| ---- | ------ | ---------- | ------ | ----------- |
| 当选 | 金性洙 | 民主國民黨 | 78     | 51.32       |
|      | 李甲成 | 无党籍     | 73     | 48.03       |